# 홀로그래피 디스크

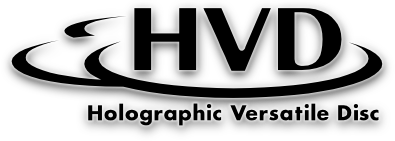

홀로그래피 디스크(Holography Disk)는 2개의 레이저를 사용해 빛의 간섭 현상으로 정보를 저장하는 기억 장치이다. 재생도 가능한데, 입체적인 간섭무늬를 통해 3차원 영상이 구현 가능하다. 대용량의 정보가 저장 가능하므로, 공공 기관과 같은 대형 기관에 유용하다.

## 같이 보기
- DVD
- 블루레이
- HD DVD